# Kanadukathan
Kanadukathan é uma panchayat (vila) no distrito de Sivaganga, no estado indiano de Tamil Nadu.

## Demografia
Segundo o censo de 2001,  Kanadukathan  tinha uma população de 4795 habitantes. Os indivíduos do sexo masculino constituem 50% da população e os do sexo feminino 50%. Kanadukathan tem uma taxa de literacia de 74%, superior à média nacional de 59.5%: a literacia no sexo masculino é de 80% e no sexo feminino é de 67%. Em Kanadukathan, 10% da população está abaixo dos 6 anos de idade.